# تيم لان (صحفي)
تيم لان (بالإنجليزية: Tim Lane)‏ هو صحفي ومعلق رياضي أسترالي، ولد في 18 سبتمبر 1951 في ملبورن في أستراليا.